# WRHL 2012./13.
Women’s Regional Handball League (WRHL) za 2012./13. je bila peta sezona WRHL lige. Naslov je četvrti put zaredom osvojila ekipa Budućnosti iz Podgorice.

## Ljestvica
| mj | klub                       | ut | pob | ner | por | golovi  | bod |            |
| -- | -------------------------- | -- | --- | --- | --- | ------- | --- | ---------- |
| 1. | Podravka Vegeta Koprivnica | 14 | 11  | 2   | 1   | 380:286 | 24  | Final Four |
| 2. | Budućnost Podgorica        | 14 | 11  | 1   | 2   | 365:266 | 23  | Final Four |
| 3. | Lokomotiva Zagreb          | 14 | 8   | 1   | 5   | 370:363 | 17  | Final Four |
| 4. | Metalurg Skoplje           | 14 | 8   | 1   | 5   | 316:280 | 17  | Final Four |
| 5. | Vardar SCBT Skoplje        | 14 | 5   | 0   | 9   | 348:365 | 10  |            |
| 6. | Jagodina                   | 14 | 5   | 0   | 9   | 297:311 | 10  |            |
| 7. | Zaječar                    | 14 | 4   | 1   | 9   | 214:269 | 9   |            |
| 8. | Biseri Pljevlja            | 14 | 1   | 0   | 13  | 258:408 | 2   |            |

### Final Four
Igrano u Tivtu 18. i 19. svibnja 2013.
| klub1           | rezultat      | klub2             |
| poluzavršnica   | poluzavršnica | poluzavršnica     |
| --------------- | ------------- | ----------------- |
| Budućnost       | 32:15         | Lokomotiva Zagreb |
| Podravka Vegeta | 26:28         | Metalurg          |
|                 |               |                   |
| za 3. mjesto    |               |                   |
| Lokomotiva      | 28:27         | Podravka          |
|                 |               |                   |
| završnica       |               |                   |
| Budućnost       | 30:16         | Metalurg          |

## Poveznice i izvori
- WRHL 2012./13. - ljestvica  Arhivirana inačica izvorne stranice od 29. rujna 2013. (Wayback Machine), pristupljeno 27. rujna 2013.
- WRHL 2012./13. - rezultati po kolima  Arhivirana inačica izvorne stranice od 29. rujna 2013. (Wayback Machine), pristupljeno 27. rujna 2013.